# ノヴェレッテ
ノヴェレッテあるいはノヴレット（ドイツ語: Novellette, 英語・フランス語など: novelette）は、性格的小品の一種。元来は短編小説を意味する語で、シューマンの『8つのノヴェレッテ』作品21（1838年）で音楽に導入された。

## 主な作品

### ピアノ独奏曲
- シューマン：8つのノヴェレッテ作品21
- シャルヴェンカ：ノヴェレッテ 作品22-2
- ゴルトマルク：2つのノヴェレッテ 作品29
- シャミナード：ノヴェレッテ 作品110
- フィビフ：ノヴェラ 作品44
- プーランク：3つのノヴェレッテ
- カバレフスキー：ノヴェレッテ　作品27-25
- バラキレフ：ノヴェレッテ
- リャードフ：ノヴェレッテ 作品20
- リャプノフ：ノヴェレッテ 作品18
- アレクサンドル・チェレプニン：2つのノヴェレッテ 作品19
- メトネル：3つのノヴェレッテ 作品17
- シベリウス：ノヴェレッテ 作品94-2
- 團伊玖磨：3つのノヴェレッテ

### その他
- ゲーゼ：弦楽のためのノヴェレッテ 作品53・58（弦楽合奏）
- キルヒナー：12のノヴェレッテ 作品59、ノヴェレッテ 作品83-5（以上ピアノ三重奏）
- グラズノフ：5つのノヴェレッテ 作品15（弦楽四重奏）
- ブリッジ：3つのノヴェレッテ 作品44（弦楽四重奏）
- シベリウス：ノヴェレッテ 作品102（ヴァイオリンとピアノ）
- ルトスワフスキ：ノヴェレッテ（管弦楽）
- 阿部亮太郎：ノヴェレッテ（四手ピアノ）